# Haliclona binaria
Haliclona binaria är en svampdjursart som först beskrevs av Topsent 1927.  Haliclona binaria ingår i släktet Haliclona och familjen Chalinidae. Inga underarter finns listade i Catalogue of Life.